# Trochopus trituba
Trochopus trituba är en plattmaskart. Trochopus trituba ingår i släktet Trochopus och familjen Capsalidae. Inga underarter finns listade i Catalogue of Life.